# منیستکو (میشیگان)
منیستکو، میشیگان (به انگلیسی: Manistique, Michigan) یک شهر در ایالات متحده آمریکا با جمعیت ۳٬۰۹۷ نفر است که در میشیگان واقع شده‌است.

## موقعیت جغرافیایی
موقعیت جغرافیایی شهرها و مناطق اطراف به شرح زیر است: